# Marah horrida
Marah horrida är en gurkväxtart som först beskrevs av Congd., och fick sitt nu gällande namn av S. T. Dunn. Marah horrida ingår i släktet Marah och familjen gurkväxter. Inga underarter finns listade i Catalogue of Life.